# Solo Piano: Originals
Solo Piano: Originals är ett livealbum från 2000 där den amerikanska pianisten Chick Corea spelar egna låtar. Inspelningarna är gjorda under november 1999 i Europa och Japan.

## Låtlista
Låtarna är skrivna av Chick Corea om inget annat anges.
1. Brasilia – 7:53
2. The Yellow Nimbus – 8:40
3. Prelude #4, Opus 11 (Aleksandr Skrjabin) – 4:01
4. Prelude #2, Opus 11 (Aleksandr Skrjabin) – 5:07
5. Children's Song #6 – 5:17
6. Children's Song #10 – 4:26
7. Armando's Rhumba – 3:38
8. April Snow – 2:04
9. The Chase – 2:11
10. The Falcon – 1:46
11. Swedish Landscape – 3:06
12. Spain – 4:03
13. Children's Song #12 – 13:07

## Inspelad
- 28 november 1999 i Yokohama Minato Mirai Hall, Yokohama, Japan (spår 1, 3, 5–7)
- 30 november 1999 i Symphony Hall, Osaka, Japan (spår 2)
- 20 november 1999 i Culture & Congress Center, Luzern, Schweiz (spår 4)
- 14 november 1999 på Plektrum, Lund (spår 8–11)
- 19 november 1999 på Sardinen, Bergen, Norge (spår 12)
- 17 november 1999 på Fasching, Stockholm (spår 13)

## Medverkande
- Chick Corea – piano